# Kirikou et la Sorcière
Kirikou et la Sorcière (Kirikou e a Feiticeira (título em Portugal) ou Kiriku e a Feiticeira (título no Brasil)) é um longa-metragem de animação franco-belga de 1998 dirigido por Michel Ocelot. O diretor do filme, passou parte da infância na Guiné, onde conheceu a lenda de Kiriku.
O filme retrata uma lenda africana, em que um recém-nascido superdotado que sabe falar, andar e correr muito rápido se incumbe de salvar a sua aldeia de Karabá, uma feiticeira terrível que deu fim a todos os guerreiros da aldeia, secou a sua fonte d'água e roubou todo o ouro das mulheres. Kiriku é tratado de forma ambígua pelas pessoas de sua aldeia, por ser um bebê, é desprezado pelos mais velhos quando tenta ajudá-los, porém, quando realiza atos heróicos, suas façanhas são muito comemoradas, embora logo em seguida voltem a desprezá-lo. Apenas a sua mãe lhe trata de acordo com sua inteligência.

## Enredo
A história se inicia de uma forma sui generis: ainda no ventre da sua mãe, Kiriku exige nascer; a sua mãe retruca que uma criança que pede para nascer pode nascer sozinha. Ele então nasce, toma banho e se interessa  pela desgraça de  sua aldeia: uma feiticeira chamada Karabá teria devorado  o seu pai junto com quase todos os outros homens da vila, secado a fonte que abastecia os moradores e ameaçado mulheres e crianças.
Neste mesmo instante, o tio de Kiriku se dirige até aos domínios da feiticeira para exigir o fim das maldades. Kiriku corre até o tio e insiste em acompanhá-lo, mas o tio do Kiriku não permite a presença do sobrinho, ele decide usar sua astúcia e se esconde na copa de um chapéu para conseguir seguir viagem com ele. Disfarçado no chapéu, Kiriku consegue salvar o tio de uma morte certa.
Porém, quando a feiticeira percebe que foi enganada, exige todo o ouro das mulheres da aldeia. Kiriku mais uma vez vai até os domínios da feiticeira, agora desejando conversar com ela e saber porque ela é tão má. A bruxa tenta matá-lo por tal impertinência, ao que ele foge, mas ainda não se convence. Continua nesse intento até descobrir porque a bruxa é má.
Um dia, Kiriku arma um plano com a ajuda da mãe, para visitar o sábio da montanha, para saber mais sobre Karabá. Ocorre, contudo, que para chegar à montanha, seria preciso passar pela residência de Karabá, quando ela não deixava ninguém se aproximar de sua casa, e restringia o acesso à montanha, temendo que o seu segredo pudesse ser revelado pelo sábio.
Usando de artimanhas e após diversas peripécias, Kiriku consegue chegar até a montanha e ter conhecimento com o sábio, dos segredos de Karabá. Ela dizia que devorava os homens, mas na verdade transformava todas as vítimas em escravos mágicos de forma robótica para obedecer as suas ordens. Kiriku aprende também que os poderes de bruxa dela advêm de um espinho envenenado que se encontra enfiado em sua coluna vertebral.
No regresso a casa, Kiriku determina-se a arrancar o espinho das costas de Karabá e enfim consegue o feito, libertando-a da maldição e quebrando os feitiços que ela fizera.
Ao final do filme Kiriku casa-se com Karabá e vira homem adulto e ele  Karabá vivem 
felizes para sempre

## Elenco
Na versão original do filme, em francês, as vozes dos personagens foram feitas por atores africanos.
- Doudou Gueye Thiaw como Kirikou enfant[3]
- Maimouna N'Diaye como La Mère
- Awa Sene Sarr como Karaba
- Robert Liensol como Le Sage dans la montagne
- William Nadylam como Kirikou jeune homme
- Sebastien Hebrant como Kirikou jeune homme
- Thilombo Lubambu como L'Oncle
- Marie Augustine Diatta como La Femme forte
- Moustapha Diop como Fétiche sur le toît
- Isseu Niang como La Femme maigre
- Selly Raby Kane como La Grande Fille
- Erick Patrick Correa como Le Grand Garçon
- Adjoua Barry como La Fille moyenne
- Charles Edouard Gomis Correa como Le Garçon moyen
- Marie-Louise Shedeye Diiddi como La Petite Fille
- Abdoulaye Diop como Le Vieillard
- Josephine Theodora M'Boup como La Femme moyenne
- Tabata Ndiaye como La Femme âgée

Dubladores na versão em inglês
- Antoinette Kellermann
- Fezile Mpela
- Kombisile Sangweni
- Theo Sebeko
- Mabutho Kid Sithole

Dubladores na versão brasileira
- Adriana Pissardini
- Alessandra Araújo como Vozes adicionais
- Aldo César
- Angélica Santos
- Carlos Silveira
- Cassius Romero
- Cecília Lemes
- Dado Monteiro como Kirikou adulto
- Daoiz Cabezudo
- Diego Marques
- Eleonora Prado
- Eleu Salvador como A Pessoa Velho
- Fábio Lucindo
- Fernanda Bullara
- Gabriel Noya
- Jussara Marques
- Marcelo Campos
- Marcelo Pissardini como O Tio
- Marco Antônio Abreu
- Marli Bortoletto
- Nair Silva
- Nelson Machado Filho
- Orlando Viggiani
- Paulo Porto
- Rodrigo Andreatto
- Samira Fernandes
- Sandra Mara Azevedo
- Sérgio Moreno
- Silvia Suzy Pereira
- Silvio Giraldi como Vozes adicionais
- Tânia Gaidarji
- Tatá Guarnieri
- Tatiane Keplmair
- Thiago Keplmair como Kirikou criança
- Vagner Fagundes
- Walter Breda
- Wellington Lima
- Wendel Bezerra - O Fetiche no telhado
- Direção de dublagem: Wendel Bezerra
- Coordenação de dublagem: Orlando Viggiani
- Versão musical: Anísio Mello Júnior
- Versão brasileira: Álamo

## Recepção da crítica
No site Rotten Tomatoes, o filme tem aprovação de 96% dos críticos baseado em 24 críticas, tem 93% de aprovação por parte da audiência, usada para calcular a recepção do público a partir de votos dos usuários do site. No Internet Movie Database o filme recebeu uma nota de 7,5 por parte da audiência.

## Sequências
Em 2005, foi lançado a sequência do filme chamado Kirikou et les Bêtes sauvages. Também foi feito o terceiro filme chamado Kirikou et les Hommes et les Femmes, cuja estreia no Brasil ocorreu no dia 2 de julho de 2015, com o título de Kiriku, os Homens e as Mulheres.